# Сквер Перемоги (Сімферополь)
У Вікіпедії є статті про інші площі з назвою Сквер Перемоги
Сквер Перемоги (крим. Peremoğı şeer bağçası) — сквер у Сімферополі у Центральному районі.
Розташований між вулицями Карла Маркса, Жуковського, Сєрова та Олександро-Невським собором, навпроти площі Республіки та будівлі Верховної Ради Автономної Республіки Крим.

## Опис
Сквер порівняно невеликий, його символічні ворота увінчує біла вхідна група у вигляді порталу з парою колон. На фронтоні — напис із назвою. Усі доріжки ведуть до меморіалу. Ландшафтною домінантою є танк ОТ-34 (вогневий танк). На лицьовій поверхні постаменту — напис про те, що машина однією з перших увірвалася в окуповане місто. Площа з танком обмежена двома невисокими колонадами, під якими встановлені мармурові таблички. На кожній — назви військових з'єднань та частин, що звільняли столицю Криму навесні 1944 року.
Доріжки та площа скверу вимощені тротуарною плиткою. У центрі — величезна червона зірка. Пара колонад розмежовують територію, відокремлюючи пішохідну зону від зеленої. У «тилу» танка — стіна пишної рослинності.

## Історія
Першим російським планом міста тут було передбачено центральну площу — Соборну.
У 1820-х роках на площі зводиться Олександро-Невський собор, оточений пізніше красивою металевою огорожею (нині вона захищає Дитячий парк з боку вулиці Шмідта).
У 1838 році навколо собору посадили липи та інші дерева і утворився Соборний сквер.
Після радянської окупації, у 1932 році сквер перейменували у Піонерський.
У 1930 році собор був підірваний, і сквер розширився на його територію.
Навесні 1944 року у сквері у братській могилі були поховані радянські воїни, що загинули під час звільнення Сімферополя від гітлерівців. Тоді ж тут встановлений танк Т-34. Пізніше останки були перенесені на військовий цвинтар, а постамент під танком реконструйовано. Напис на його лицьовому боці повідомляє, що «цей танк, який входив до складу 19 танкового корпусу, одним із перших увірвався до міста».
З другої половини 1960-х років сквер має сучасну назву.
У 2000 році почалося відновлення собору, що закінчилося у 2008 році, і територія скверу нову зменшилася. Розв'язанням питання відновлення собору Олександра Невського з митрополитом Сімферопольським та Кримським владикою Лазарем стало переміщення на сотню метрів пам'ятника-танку.
У 2008 році від постаменту відвалилася одна з гранітних плит, яка зламала ногу школяреві, який лазив по танку.